# Eicherax minor
Eicherax minor là một loài ruồi trong họ Asilidae. Eicherax minor được Macquart miêu tả năm 1847.